# تپه که لاوه
تپه که لاوه مربوط به مس وسنگ - سده‌های متاخر دوران‌های تاریخی پس از اسلام است و در شهرستان کرمانشاه، بخش ماهیدشت، ۱/۵ کیلومتری جنوب شرق روستای چغا بلک خواجه باشی واقع شده و این اثر در تاریخ ۲۷ اسفند ۱۳۸۶ با شمارهٔ ثبت ۲۲۳۵۱ به‌عنوان یکی از آثار ملی ایران به ثبت رسیده است.